# Joe's Blues
Joe's Blues é um álbum dos guitarristas estadunidenses de jazz Joe Pass e Herb Ellis, gravado em 1968 e lançado postumamente em 1998. As faixas deste álbum foram originalmente gravadas em 1968, antes das sessões que deram origem aos álbuns Seven, Come Eleven e Two for the Road.
Não há certeza dos nomes do contrabaixista e do baterista.

## Faixas
| N.º            | Título                               | Compositor(es)                           | Duração |  |
| 1.             | "Alexander's Ragtime Band"           | Irving Berlin                            | 3:27    |  |
| 2.             | "Look for the Silver Lining"         | Jerome Kern, Buddy DeSylva               | 3:43    |  |
| 3.             | "Joe's Blues"                        | Joe Pass                                 | 3:28    |  |
| 4.             | "Georgia"                            | Hoagy Carmichael, Stuart Gorrell         | 6:28    |  |
| 5.             | "When You're Smiling"                | Shay, Fisher e Goodwin                   | 3:35    |  |
| 6.             | "The Shadow of Your Smile"           | Johnny Mandel, Paul Francis Webster      | 2:37    |  |
| 7.             | "What Have They Done to My Song, Ma" | Melanie Safka                            | 3:35    |  |
| 8.             | "You Stepped Out of a Dream"         | Nacio Herb Brown, Gus Kahn               | 1:44    |  |
| 9.             | "Sweet Georgia Brown"                | Ben Bernie, Maceo Pinkard, Kenneth Casey | 4:55    |  |
| Duração total: | Duração total:                       | Duração total:                           | 33:32   |  |

## Créditos
- Joe Pass – guitarra
- Herb Ellis – guitarra
- Colin Bailey – bateria
- Monty Budwig – baixo
- Adam Ross – resenha do encarte